# 弗里茨·瓦尔特体育场
弗里茨·瓦尔特体育场（Fritz-Walter-Stadion）是德乙的凯泽斯劳滕足球俱乐部的主場球場，位於德国西南莱茵兰-普法尔茨州中部的凯泽斯劳滕，即將成為德乙第二大的球場，僅次於一同降級的科隆的萊茵能源體育場。球場以1954年世界盃冠軍西德隊的球長弗里茨·瓦尔特的名字命名，弗里茨·瓦尔特畢生只曾效力凱沙羅頓。球場建於贝岑山上，綽號「贝策」（Betze），在1926年落成啟用。
曾於2002年及2003年進行重建，重建後球場可容納48,500名觀眾，重建項目還包括全新的泛光照明系統及媒體中心，估計耗資4830萬歐元，並獲歐洲足協的四星級球場認證。新火車站將配合2006年世界盃的舉行而啟用。費斯禾達球場在2006年世界盃將安排舉行四場分組初賽及一場次輪淘汰賽。

## 外部連結
- BBC世界盃球場：凱沙羅頓 （页面存档备份，存于）